# Close to the Edge
Close to the Edge (с англ. — «Близко к краю, На грани») — пятый студийный альбом прогрессив рок-группы Yes, выпущенный в Великобритании 8 сентября 1972 года и в США 13 сентября 1972 года лейблом Atlantic Records. Считается одним из лучших произведений группы Yes за весь период её существования.
После выхода он достиг четвёртого места в хит-парадах Великобритании и третьего места в США. По мнению посетителей сайта Progarchives.com, является лучшим альбомом прогрессивного рока всех времен; также занимает 3 место в списке «25 лучших классических альбомов прогрессивного рока» по версии PopMatters и 5 место в списке «50 величайших прог-рок-альбомов всех времён» журнала Rolling Stone.
Ремастирован и переиздан в 2003 году с добавлением четырёх бонус-треков.

## Об альбоме

### Концепция
По словам вокалиста и автора большинства композиций Джона Андерсона, на идею этого альбома и само его название повлияла книга «Сиддхартха» немецкого писателя Германа Гессе, посвященная жизни Будды. Согласно этой интерпретации, эпитет close to the edge, являющийся названием альбома, относится не только к берегу реки, но символически означает духовное пробуждение. Большая часть материала состоит из 30-секундных фрагментов, над объединением которых трудился Эдди Оффорд.
Альбом ознаменовал собой качественно новый этап в творчестве группы, связанный с переходом от «песенного» стиля, доминировавшего на предшествующих альбомах, к сложным многоплановым композициям («сюитам») и всё более усложняющимся концептуальным текстам, в основе которых прослеживается влияние восточной философии и религии. Эта тенденция в творчестве Yes будет продолжаться и достигнет пика в следующем студийном альбоме группы — Tales from Topographic Oceans.

### Структура
Альбом состоит из трёх композиций: «Close to the Edge», «And You and I», «Siberian Khatru».
«Close to the Edge» была написана Джоном Андерсоном и Стивом Хау. Андерсон получил первоначальное вдохновение когда он слушал Симфонии № 6 и №7 Яна Сибелиуса, одного из своих любимых композиторов. Седьмая поразила Андерсона больше всего, поскольку он заметил, что её главная тема вводится в композицию только через некоторое время, что повлияло на форму «Close to the Edge». Он изучал №7 в течение оставшейся части тура; примерно на полпути он обсудил свои первоначальные идеи с Хау. Они начали работу над песней в доме Хау в Лондоне и тогда Хау придумал строчку «Close to the edge, round by the corner», навеянный тем, что он жил в Баттерси, районе рядом с рекой Темзой. Андерсон придумал тему и текст песни вдохновившись «Сиддхартхой» Германа Гессе, и он переделывал текст песни «три или четыре» раза, говоря, что «это все метафоры». Слова заключительного куплета были основаны на сне, который ему однажды приснился, о «переходе из этого мира в другой... но с таким фантастическим чувством, что смерть никогда не пугала меня с тех пор». Она начинается со звуков текущей воды и пения птиц, затем идет быстрая и энергичная инструментальная часть (электрогитара, клавишные и ударные инструменты), после чего вступает высокий вокал Андерсона. Начиная с середины, к Андерсону добавляются бэк-вокал Сквайра и Хау, орган, и музыка становится более лиричной. В конце первой части как бы соединяются все предыдущие мелодии, она заканчивается звуками природы и пением птиц.
Композиция «And You and I» более плавная и лиричная, здесь лидируют акустическая гитара и клавишные.
Заключительная сюита «Siberian Khatru» начинается с быстрого хард-рокового ритма, но через некоторое время в ней также появляются разнообразные мелодии, сопровождаемые виртуозными клавишными и гитарными соло. Андерсон говорил, что слово «khatru» переводится как «как пожелаешь» на йеменском диалекте арабского языка. На замысел «Siberian Khatru» повлияла музыка из балета «Весна священная» русского композитора И. Ф. Стравинского.

### История
Close to the Edge стал первым альбомом Yes, в создании которого с самого начала принимал участие Рик Уэйкман, заменивший клавишника Тони Кэя в ходе работы над предыдущим альбомом Fragile. Однако сразу после выхода Close to the Edge группу по собственному желанию покинул ударник Билл Бруфорд: он перешёл в King Crimson и сразу же включился в работу над альбомом Larks' Tongues in Aspic. Группе Yes предстояло совершить турне с программой Close to the Edge, и неожиданный уход Бруфорда грозил сорвать все планы. Звукоинженер группы Эдди Оффорд спас положение, быстро найдя нового ударника: им стал Алан Уайт, имевший к тому времени за плечами опыт работы с такими звёздами, как Джон Леннон и Джо Кокер. По-видимому, этот выбор оказался весьма удачным: внезапно появившийся Алан Уайт проработал с Yes более тридцати лет, несмотря на все последующие многочисленные изменения состава. В 1991 году группа собралась в расширенном составе и выпустила альбом Union, где Уайт играл на ударных вместе с Бруфордом, а Тони Кэй — на клавишных вместе с Риком Уэйкманом.

### Оформление обложки

Фрагмент внутренней части обложки

Обложку альбома Close to the Edge, как и предыдущего диска Fragile, оформлял художник Роджер Дин.
Внешняя часть выглядит довольно аскетично: на фоне зелёного цвета (меняющегося от ярко-зелёного внизу до почти чёрного в верхней части) не изображено ничего, кроме стилизованных названий группы и альбома. Зато внутренняя часть (разворот) содержит сюжет, который, с различными вариациями, станет постоянным и легко узнаваемым символом группы: изображение сказочной мистической страны, её островов и морей, гор и обрывов.
Стиль, разработанный Роджером Дином для оформления альбомов Yes, нашёл многих поклонников и породил множество подражаний и импровизаций.

## Список композиций

### сторона А
1. «Close to the Edge» (Андерсон, Хау) — 18:41
- «The Solid Time of Change»
- «Total Mass Retain»
- «I Get Up I Get Down»
- «Seasons of Man»

### сторона Б
2. «And You and I» (текст — Андерсон) — 10:08
- «Cord of Life» (музыка — Бруфорд, Хау, Сквайр)
- «Eclipse» (музыка — Бруфорд, Сквайр)
- «The Preacher the Teacher» (музыка — Бруфорд, Хау, Сквайр)
- «Apocalypse» (музыка — Бруфорд, Хау, Сквайр)

3. «Siberian Khatru» (музыка — Андерсон, Хау, Уэйкман; текст — Андерсон) — 8:55

### Бонус-треки в издании 2003 года
- «America» (single version) (Пол Саймон) 4:12
- «Total Mass Retain» (single version) — 3:21
- «And You and I» (alternate version) — 10:17
- «Siberia» (studio run-through of «Siberian Khatru») — 9:19

## Переиздания
- 1982 — MFSL — LP
- 1986 — Atlantic — CD
- 1994 — Atlantic — CD (ремастер)
- 2001 — JPN — CD (ограниченное издание)
- 2003 — Rhino — CD (ремастер с бонус треками)

## Участники записи
- Джон Андерсон — ведущий вокал
- Стив Хау — электрогитары, акустические гитары, электрический ситар, педальная слайд-гитара, бэк-вокал
- Крис Сквайр — бас-гитара, бэк-вокал
- Рик Уэйкман — акустическое и электрическое фортепиано, орган Хаммонда, синтезатор Minimoog, меллотрон, клавесин, духовой орган
- Билл Бруфорд — барабаны, перкуссия

## Чарты
| Чарт                             | Высшая позиция |
| -------------------------------- | -------------- |
| Германия (Offizielle Top 100)    | 36             |
| Нидерланды (Album Top 100)       | 1              |
| Великобритания (UK Albums Chart) | 4              |

## Сертификации
| Регион                                                      | Сертификация | Продажи    |
| ----------------------------------------------------------- | ------------ | ---------- |
| Канада (Music Canada)                                       | Платиновый   | 100 000^   |
| Великобритания (BPI)                                        | Платиновый   | 300 000^   |
| США (RIAA)                                                  | Платиновый   | 1 000 000^ |
| ^ Данные о тиражах приведены только на основе сертификации. |              |            |